# Estadio La Nueva Balastera
Das Estadio La Nueva Balastera ist ein Fußballstadion in der spanischen Stadt Palencia in der autonomen Gemeinschaft Kastilien-León. Es ersetzte das 1943 erbaute Estadio La Balastera. 

## Geschichte

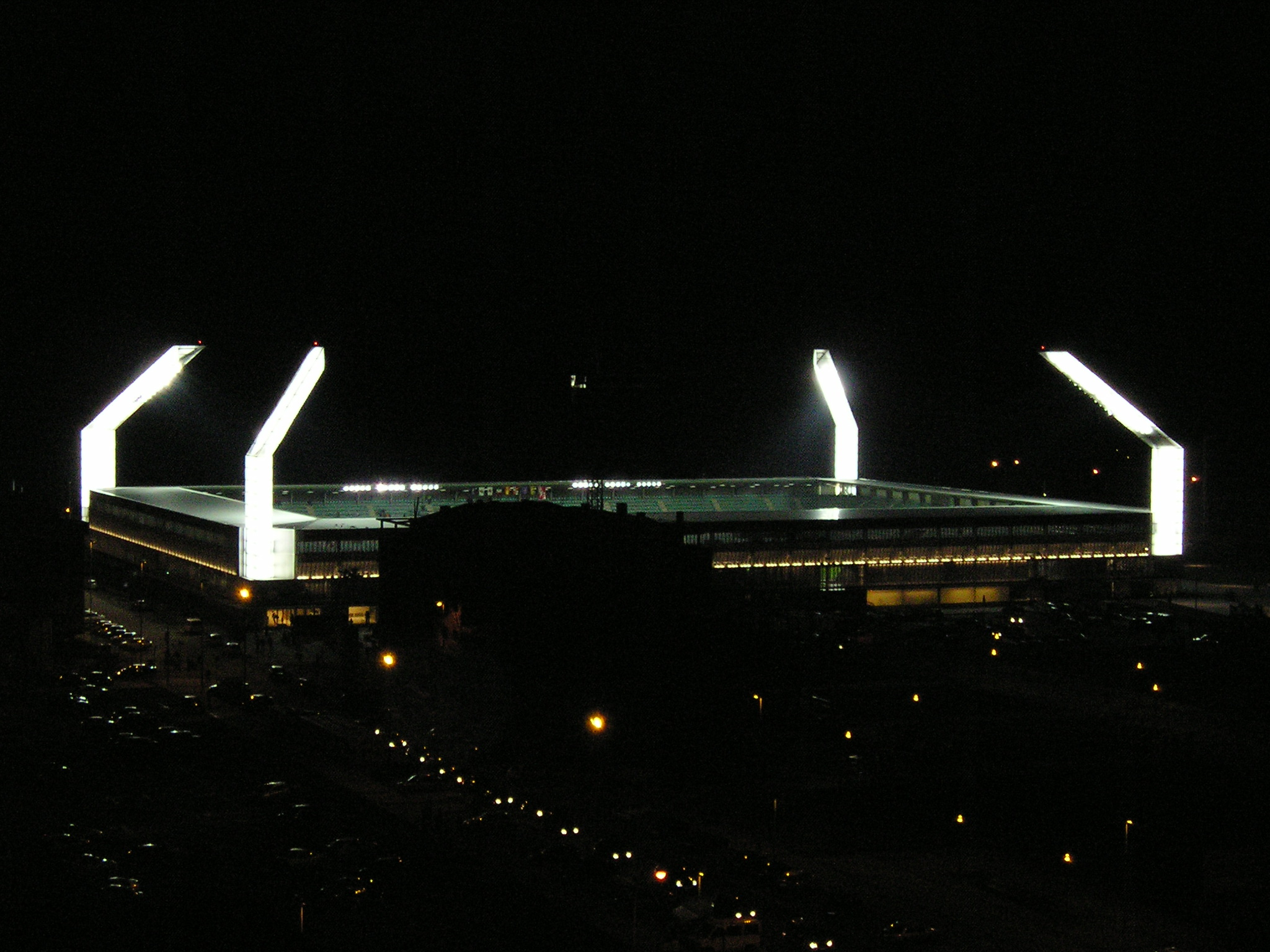
Estadio La Nueva Balastera bei Nacht

Eröffnet wurde die Spielstätte am 10. Oktober 2006 mit dem U-21-Play-off-Länderspiel zwischen Spanien und Italien zur Endrunde der EM 2007. Das erste Tor im Stadion erzielte Giorgio Chiellini für Italien. Es diente von 2006 bis 2012 dem ehemaligen Fußballverein CF Palencia als Heimstadion. Der Palencia Rugby Club trägt seit 2011 seine Partien im Estadio La Nueva Balastera aus. Seit 2012 ist der Fußballclub CD Cristo Atlético aus Palencia im La Balastera ansässig. 
Das Estadio La Nueva Balastera bietet Platz für 8.070 Zuschauer, die alle mit einem Dach vor Wind und Wetter geschützt sind. Der Stadionbau wurde von Francisco "Patxi" Mangado entworfen. Das markanteste Merkmal des 2006 eröffneten Stadions sind die vier Lichttürme der Flutlichtanlage. Das Design des Stadions gewann 2007 den Grand Prix bei den Enor Architecture Awards.

## Länderspiele
Drei Spiele der spanischen U21-Fußballnationalmannschaft fanden im Stadion von Palencia statt. 
- 10. Okt. 2006:  Spanien –  Italien 1:2 (Eröffnungsspiel, Play-off zur Endrunde der U21-EM 2007)
- 09. Sep. 2008:  Spanien –  Russland 2:0 (Qualifikation zur U21-EM 2009)
- 04. Mär. 2014:  Spanien –  Deutschland 2:0 (Freundschaftsspiel)